# 马人斌
马人斌（1919年4月—2004年1月），男，回族，安徽和县人，中国伊斯兰教阿訇，曾任中国伊斯兰教协会副会长、上海市伊斯兰教协会会长，上海市政协常委。